# (18243) Gunn
(18243) Gunn (2272 T-2) – planetoida z pasa głównego asteroid okrążająca Słońce w ciągu 3,36 lat w średniej odległości 2,24 j.a. Odkryta 29 września 1973 roku.